# Salem Harchèche
Salem Harchèche est un footballeur international algérien né le 24 juillet 1972 à Marseille évoluant au poste de défenseur.
Il compte 13 sélections en équipe nationale entre 1997 et 2001.

## Biographie
D'origine algérienne, Salem débarque en France à l'âge de 3 ans déjà petit il commence à s'intéresser au ballon rond vers l'âge de 18 ans il est formé à l'AS Saint-Étienne de 1991 à 1996 mais sans suite. Plein d'ambition, le FC Martigues le fait signer. Il marquera 6 buts mais le président et l'entraineur se séparent de lui. De 1998 à 2000 il sera au SM Caen mais il joue beaucoup en réserve. De 2001 à 2002, après sa grave blessure, il retourne en Algérie son pays d'origine pour évoluer sous le maillot du CR Belouizdad, qui sera son dernier club professionnel.

### Sélection nationale
Salem Harchèche a évolué à treize reprises avec l'équipe nationale algérienne entre 1997 et 2001. Son dernier match fut contre la Namibie dans le cadre des éliminatoires de la coupe du monde 2002, où il sort à la suite d'une méchante blessure au genou.